# Ligue des champions féminine de l'AFC 2024-2025
Navigation
Édition suivante
La Ligue des champions féminine de l'AFC 2024-2025 est la première édition de la Ligue des champions féminine de l'AFC. Le vainqueur sera qualifié pour la première édition de la Coupe des champions féminine de la FIFA en 2026.

## Format
Après un tour préliminaire, les 12 meilleurs clubs du continent participent à une phase de groupes. Ils sont répartis en trois groupes de quatre équipes. Les deux meilleurs de chaque groupe ainsi que les deux meilleurs troisièmes se qualifient pour les quarts de finale.

## Calendrier
La phase de groupes est disputée sous forme de tournois de trois journées, les matches d'un même groupe étant tous disputés dans le même lieu. Les demi-finales et la finale sont également disputées dans un même lieu.
| Phase                       | Phase             | Date du tirage au sort | Date des rencontres |
| --------------------------- | ----------------- | ---------------------- | ------------------- |
| Tour préliminaire           | Tour préliminaire | 18 juillet 2024        | 25-31 août 2024     |
| Phase de groupes            | Phase de groupes  | 18 juillet 2024        | 4-12 octobre 2024   |
| Phase à élimination directe | Quarts de finale  |                        | 22-23 mars 2025     |
| Phase à élimination directe | Demi-finales      |                        | 21 mai 2025         |
| Phase à élimination directe | Finale            |                        | 24 mai 2025         |

## Participants
Chaque association de l'AFC peut envoyer un seul club en Ligue des champions. Les clubs sont classés d'après le classement FIFA de leur association pour déterminer s'ils accèdent directement à la phase de groupes ou doivent disputer un tour préliminaire. Les huit meilleures associations voient leur représentant accéder directement à la phase de groupes tandis que les quatorze autres se disputent les quatre places restantes.
| \| Urawa Red Diamonds Melbourne City Wuhan Jianghan Red Angels Ho Chi Minh City Kaya FC Taichung Blue Whale PFC Nasaf Myawady Khatoon Bam Odisha Etihad Club Young Elephants Sabah FA APF Abu Dhabi CC Lion City Sailors RTC Al-Nassr BG College Kitchee SC \| Localisation des clubs engagés dans la compétition. · Tour préliminaire · Phase de groupes |
| Urawa Red Diamonds Melbourne City Wuhan Jianghan Red Angels Ho Chi Minh City Kaya FC Taichung Blue Whale PFC Nasaf Myawady Khatoon Bam Odisha Etihad Club Young Elephants Sabah FA APF Abu Dhabi CC Lion City Sailors RTC Al-Nassr BG College Kitchee SC                                                                                                  |

| Japon              | Australie      | Chine                     | Corée du Sud                 |
| ------------------ | -------------- | ------------------------- | ---------------------------- |
| Urawa Red Diamonds | Melbourne City | Wuhan Jianghan University | Red Angels                   |
| Viêt Nam           | Philippines    | Taïwan                    | Thaïlande                    |
| Hồ Chí Minh City   | Kaya FC        | Taichung Blue Whale       | BG College of Asian Scholars |

| Ouzbékistan            | Birmanie             | Iran                     |
| ---------------------- | -------------------- | ------------------------ |
| PFC Nasaf              | Myawady WFC          | Khatoon Bam              |
| Inde                   | Jordanie             | Hong Kong                |
| Odisha FC              | Etihad Club          | Kitchee SC               |
| Laos                   | Malaisie             | Népal                    |
| Young Elephants FC     | Sabah FA             | APF FC                   |
| Émirats Arabes Unis    | Singapour            | Bhoutan                  |
| Abu Dhabi Country Club | Lion City Sailors FC | Royal Thimphu College FC |
| Arabie saoudite        |                      |                          |
| Al-Nassr               |                      |                          |

## Tour préliminaire

### Groupe A
| Rang | Équipe                 | Pts | J | G | N | P | Bp | Bc | Diff |  | Résultats (▼ dom., ► ext.) |  |     |     |     |
| ---- | ---------------------- | --- | - | - | - | - | -- | -- | ---- |  | -------------------------- |  | --- | --- | --- |
| 1    | Abu Dhabi Country Club | 9   | 3 | 3 | 0 | 0 | 4  | 1  | +3   |  | Abu Dhabi Country Club     |  | 1-0 | 2-1 | 1-0 |
| 2    | Al-Nassr H             | 6   | 3 | 2 | 0 | 1 | 6  | 1  | +5   |  | Al-Nassr H                 |  |     | 3-0 | 3-0 |
| 3    | Young Elephants        | 3   | 3 | 1 | 0 | 2 | 4  | 5  | -1   |  | Young Elephants            |  |     |     | 3-0 |
| 4    | Myawady WFC            | 0   | 2 | 0 | 0 | 2 | 0  | 7  | -7   |  | Myawady WFC                |  |     |     |     |

### Groupe B
| Rang | Équipe            | Pts | J | G | N | P | Bp | Bc | Diff |  | Résultats (▼ dom., ► ext.) |  |     |     |
| ---- | ----------------- | --- | - | - | - | - | -- | -- | ---- |  | -------------------------- |  | --- | --- |
| 1    | Odisha FC         | 6   | 2 | 2 | 0 | 0 | 6  | 2  | +4   |  | Odisha FC                  |  | 2-1 | 4-1 |
| 2    | Etihad Club H     | 3   | 2 | 1 | 0 | 1 | 6  | 2  | +4   |  | Etihad Club H              |  |     | 5-0 |
| 3    | Lion City Sailors | 0   | 2 | 0 | 0 | 2 | 1  | 9  | -8   |  | Lion City Sailors          |  |     |     |

### Groupe C
| Rang | Équipe     | Pts | J | G | N | P | Bp | Bc | Diff |  | Résultats (▼ dom., ► ext.) |  |     | Drapeau du Népal |
| ---- | ---------- | --- | - | - | - | - | -- | -- | ---- |  | -------------------------- |  | --- | ---------------- |
| 1    | Sabah FA H | 4   | 2 | 1 | 1 | 0 | 2  | 1  | +1   |  | Sabah FA H                 |  | 2-1 | 0-0              |
| 2    | PFC Nasaf  | 3   | 2 | 1 | 0 | 1 | 2  | 2  | 0    |  | PFC Nasaf                  |  |     | 1-0              |
| 3    | APF FC     | 1   | 2 | 0 | 1 | 1 | 0  | 1  | -1   |  | APF FC                     |  |     |                  |

### Groupe D
| Rang | Équipe      | Pts | J | G | N | P | Bp | Bc | Diff |  | Résultats (▼ dom., ► ext.) |  |     |     |
| ---- | ----------- | --- | - | - | - | - | -- | -- | ---- |  | -------------------------- |  | --- | --- |
| 1    | Khatoon Bam | 6   | 2 | 2 | 0 | 0 | 4  | 1  | +3   |  | Khatoon Bam                |  | 2-0 | 2-1 |
| 2    | Kitchee FC  | 3   | 2 | 1 | 0 | 1 | 1  | 2  | -1   |  | Kitchee FC                 |  |     | 1-0 |
| 3    | RTC FC H    | 0   | 2 | 0 | 0 | 2 | 1  | 3  | -2   |  | RTC FC H                   |  |     |     |

## Phase de groupes

### Groupe A
| Rang | Équipe                 | Pts | J | G | N | P | Bp | Bc | Diff |  | Résultats (▼ dom., ► ext.) |  |     |     |     |
| ---- | ---------------------- | --- | - | - | - | - | -- | -- | ---- |  | -------------------------- |  | --- | --- | --- |
| 1    | Red Angels             | 7   | 3 | 2 | 1 | 0 | 7  | 2  | +5   |  | Red Angels                 |  | 2-2 | 2-0 | 3-0 |
| 2    | Abu Dhabi Country Club | 5   | 3 | 1 | 2 | 0 | 6  | 5  | +1   |  | Abu Dhabi Country Club     |  |     | 2-1 | 2-2 |
| 3    | Wuhan Jianghan H       | 3   | 3 | 1 | 0 | 2 | 8  | 4  | +4   |  | Wuhan Jianghan H           |  |     |     | 7-0 |
| 4    | Sabah FA               | 1   | 3 | 0 | 1 | 2 | 2  | 12 | -10  |  | Sabah FA                   |  |     |     |     |

### Groupe B
| Rang | Équipe         | Pts | J | G | N | P | Bp | Bc | Diff |  | Résultats (▼ dom., ► ext.) |  |     |     |     |
| ---- | -------------- | --- | - | - | - | - | -- | -- | ---- |  | -------------------------- |  | --- | --- | --- |
| 1    | Melbourne City | 9   | 3 | 3 | 0 | 0 | 9  | 1  | +8   |  | Melbourne City             |  | 2-1 | 4-0 | 3-0 |
| 2    | Khatoon Bam    | 4   | 3 | 1 | 1 | 1 | 4  | 4  | 0    |  | Khatoon Bam                |  |     | 1-1 | 2-1 |
| 3    | Kaya FC        | 2   | 3 | 0 | 2 | 1 | 1  | 5  | -4   |  | Kaya FC                    |  |     |     | 0-0 |
| 4    | BG College H   | 1   | 3 | 0 | 1 | 2 | 1  | 5  | -4   |  | BG College H               |  |     |     |     |

### Groupe C
| Rang | Équipe              | Pts | J | G | N | P | Bp | Bc | Diff |  | Résultats (▼ dom., ► ext.) |  |     |     |      |
| ---- | ------------------- | --- | - | - | - | - | -- | -- | ---- |  | -------------------------- |  | --- | --- | ---- |
| 1    | Urawa Red Diamonds  | 9   | 3 | 3 | 0 | 0 | 21 | 0  | +21  |  | Urawa Red Diamonds         |  | 2-0 | 2-0 | 17-0 |
| 2    | Hồ Chí Minh City H  | 6   | 3 | 2 | 0 | 1 | 6  | 4  | +2   |  | Hồ Chí Minh City H         |  |     | 3-1 | 3-1  |
| 3    | Taichung Blue Whale | 3   | 3 | 1 | 0 | 2 | 5  | 5  | 0    |  | Taichung Blue Whale        |  |     |     | 4-0  |
| 4    | Odisha FC           | 0   | 3 | 0 | 0 | 3 | 1  | 24 | -23  |  | Odisha FC                  |  |     |     |      |

### Meilleures troisièmes
| Rang | Équipe              | Pts | J | G | N | P | Bp | Bc | Diff |
| ---- | ------------------- | --- | - | - | - | - | -- | -- | ---- |
| 1    | Wuhan Jianghan H    | 3   | 3 | 1 | 0 | 2 | 8  | 4  | +4   |
| 2    | Taichung Blue Whale | 3   | 3 | 1 | 0 | 2 | 5  | 5  | 0    |
| 3    | Kaya FC             | 2   | 3 | 0 | 2 | 1 | 1  | 5  | -4   |

## Phase à élimination directe

### Tableau
|  | Quarts de finale       | Quarts de finale       | Quarts de finale | Quarts de finale |                |                | Demi-finales | Demi-finales | Demi-finales | Demi-finales |  |  | Finale | Finale | Finale | Finale |
|  |                        |                        |                  |                  |                |                |              |              |              |              |  |  |        |        |        |        |
|  |                        |                        |                  |                  |                |                |              |              |              |              |  |  |        |        |        |        |
|  |                        |                        |                  |                  |                |                |              |              |              |              |  |  |        |        |        |        |
|  | Red Angels             | Red Angels             | 1                | 1                |                |                |              |              |              |              |  |  |        |        |        |        |
|  | Red Angels             | Red Angels             | 1                | 1                |                |                |              |              |              |              |  |  |        |        |        |        |
|  | Khatoon Bam            | Khatoon Bam            | 0                | 0                |                |                |              |              |              |              |  |  |        |        |        |        |
|  | Khatoon Bam            | Khatoon Bam            | 0                | 0                | Red Angels     | Red Angels     | 0            | 0            |              |              |  |  |        |        |        |        |
|  |                        |                        |                  |                  | Red Angels     | Red Angels     | 0            | 0            |              |              |  |  |        |        |        |        |
|  |                        |                        | Melbourne City   | Melbourne City   | 1              | 1              |              |              |              |              |  |  |        |        |        |        |
|  | Melbourne City         | Melbourne City         | Melbourne City   | Melbourne City   | 1              | 1              | 3            | 3            |              |              |  |  |        |        |        |        |
|  | Melbourne City         | Melbourne City         |                  |                  |                |                |              | 3            |              |              |  |  |        |        |        |        |
|  | Taichung Blue Whale    | Taichung Blue Whale    | 0                | 0                |                |                |              |              |              |              |  |  |        |        |        |        |
|  | Taichung Blue Whale    | Taichung Blue Whale    | 0                | 0                | Melbourne City | Melbourne City | ..           | ..           |              |              |  |  |        |        |        |        |
|  |                        |                        |                  |                  | Melbourne City | Melbourne City | ..           | ..           |              |              |  |  |        |        |        |        |
|  |                        |                        | Wuhan Jianghan   | Wuhan Jianghan   | ..             | ..             |              |              |              |              |  |  |        |        |        |        |
|  | Urawa Red Diamonds     | Urawa Red Diamonds     | Wuhan Jianghan   | Wuhan Jianghan   | ..             | ..             | 0 (5)        | 0 (5)        |              |              |  |  |        |        |        |        |
|  | Urawa Red Diamonds     | Urawa Red Diamonds     |                  |                  |                |                |              |              |              |              |  |  |        |        |        |        |
|  | Wuhan Jianghan         | Wuhan Jianghan         | 0 (6)            | 0 (6)            |                |                |              |              |              |              |  |  |        |        |        |        |
|  | Wuhan Jianghan         | Wuhan Jianghan         | 0 (6)            | 0 (6)            | Wuhan Jianghan | Wuhan Jianghan | 2            | 2            |              |              |  |  |        |        |        |        |
|  |                        |                        |                  |                  | Wuhan Jianghan | Wuhan Jianghan | 2            | 2            |              |              |  |  |        |        |        |        |
|  |                        |                        | Hồ Chí Minh City | Hồ Chí Minh City | 0              | 0              |              |              |              |              |  |  |        |        |        |        |
|  | Hồ Chí Minh City       | Hồ Chí Minh City       | Hồ Chí Minh City | Hồ Chí Minh City | 0              | 0              | 5            | 5            |              |              |  |  |        |        |        |        |
|  | Hồ Chí Minh City       | Hồ Chí Minh City       |                  |                  |                |                |              | 5            |              |              |  |  |        |        |        |        |
|  | Abu Dhabi Country Club | Abu Dhabi Country Club | 4                | 4                |                |                |              |              |              |              |  |  |        |        |        |        |
|  | Abu Dhabi Country Club | Abu Dhabi Country Club | 4                | 4                |                |                |              |              |              |              |  |  |        |        |        |        |
|  |                        |                        |                  |                  |                |                |              |              |              |              |  |  |        |        |        |        |

### Quarts de finale
| Quart de finale 1 | Red Angels         | 1 - 0   | Khatoon Bam | Incheon Namdong Asiad Rugby Field (en), Incheon |                   |
| 22 mars 2025      | Kim Myeong-Jin 81e | (0 - 0) |             | Spectateurs : 583                               | Spectateurs : 583 |

| Quart de finale 2 | Hồ Chí Minh City                                                                                                  | 5 - 4   | Abu Dhabi Country Club                                                      | Thong Nhat Stadium (en), Hô Chi Minh Ville |                     |
| 22 mars 2025      | K'Thua 63e · Chương Thị Kiều 67e · Tran Nguyen Bao Chau 76e · Ngo Thi Hong Nhung 83e · Ghanima Al Zaabi 90e (csc) | (0 - 3) | 3e Princella Adubea (en) · 15e Toorfah Al Ghafri · 45+2e 74e Eugenia Tetteh | Spectateurs : 1 550                        | Spectateurs : 1 550 |

| Quart de finale 2 | Melbourne City                                                                           | 3 - 0   | Taichung Blue Whale | AAMI Park, Melbourne |                     |
| 23 mars 2025      | Mariana Speckmaier (en) 4e · Li Pei-Jung (en) 43e (csc) · Holly McNamara (en) 63e (pen.) | (2 - 0) |                     | Spectateurs : 1 865  | Spectateurs : 1 865 |

| Quart de finale 4 | Urawa Red Diamonds | 0 - 0                 | Wuhan Jianghan | Kumagaya Athletic Stadium (en), Saitama |                     |
| 23 mars 2025      |                    | (0 - 0, 0 - 0, 0 - 0) |                | Spectateurs : 3 243                     | Spectateurs : 3 243 |
| 23 mars 2025      | Tirs au but 5 - 6  |                       |                | Spectateurs : 3 243                     | Spectateurs : 3 243 |

### Demi-finales
| Demi-finale 1 | Wuhan Jianghan                  | 2 - 0   | Hồ Chí Minh City | Stade du centre sportif de Wuhan, Wuhan |                     |
| 21 mai 2025   | Wang Shuang 34e · Song Duan 54e | (1 - 0) |                  | Spectateurs : 4 977                     | Spectateurs : 4 977 |

| Demi-finale 2 | Red Angels | 0 - 1   | Melbourne City       | Stade du centre sportif de Wuhan, Wuhan |                   |
| 21 mai 2025   |            | (0 - 0) | 90+4e Shelby McMahon | Spectateurs : 706                       | Spectateurs : 706 |

### Finale
| Finale      | Melbourne City                                      | 1 - 1                 | Wuhan Jianghan                                      | Stade du centre sportif de Wuhan, Wuhan |  |
| 24 mai 2025 | Shelby McMahon 76e                                  | (0 - 0, 1 - 1, 1 - 1) | 90+8e (pen.) Wang Shuang                            |                                         |  |
| 24 mai 2025 | Réussi · Réussi · Réussi · Réussi · Manqué · Manqué | Tirs au but 4 - 5     | Réussi · Réussi · Réussi · Manqué · Réussi · Réussi |                                         |  |

## Statistiques individuelles
|    | Joueuse                 | Club                           | Buts |
| -- | ----------------------- | ------------------------------ | ---- |
| 1. | Terry Engesha           | Red Angels puis Wuhan Jianghan | 5    |
| 1. | Miki Ito (en)           | Urawa Red Diamonds             | 5    |
| 3. | Yuzuho Shiokoshi        | Urawa Red Diamonds             | 4    |
| 3. | Mariana Speckmaier (en) | Melbourne City                 | 4    |
| 5. | Lourdes Bosch           | Melbourne City                 | 3    |
| 5. | Deng Mengye             | Wuhan Jianghan                 | 3    |
| 5. | Huỳnh Như (en)          | Hồ Chí Minh City               | 3    |
| 5. | Eugenia Tetteh          | Abu Dhabi Country Club         | 3    |